# Швабский союз городов
Швабский союз городов (нем. Schwäbischer Städtebund) — союз, заключённый в 1331 году по инициативе императора Людвига Баварского, с целью взаимной самозащиты (обороны) от дворянства и рыцарства, между 22 швабскими городами (Аугсбург, Ульм, Ройтлинген (Рейтлинген), Гейльброн (Гейльбронн), Нердлинген, и другими), то есть магистратами, и для защиты городских вольностей против притязаний государей, а во время господства кулачного права, а также для охраны торговли и путей сообщения.

## История
Первоначально союз 14 швабских имперских городов (Ульм, Констанц, Равенсбург и других), основанный для защиты и обороны городских общин (цехов) от разорительного налогового гнёта, произвола духовенства, князей, рыцарей и феодальной анархии в средневековой Германии.
В 1340 году к союзу городов примкнули графы Вюртембергский, Эттингенский, Гогенбергский и некоторые другие.
Союз городов, заключённый на определённый срок, несколько раз возобновлялся. 4 июля 1376 года 14 швабских городов заключили ещё особый союз на 4 года, между прочим, для отражения набегов графа Ульриха Вюртембергского, который был разбит союзниками при Ройтлингене (21 мая 1377 года). Победа эта высоко подняла престиж союза; император Карл IV, относившийся прежде к союзу враждебно, снял с союза опалу; число членов союза стало возрастать;
В 1381 году Швабский союз городов объединился с Рейнским союзом городов, затем к ним примкнули франконские и некоторые швейцарские города (и их общее число достигло 89), в результате чего Швабский союз городов стал могущественной политической силой в Южной Германии.
В 1382 году Швабский союз городов должен был искать опору в герцоге Леопольде Австрийском. В 1385 году он считал в своём составе 32 члена.
В 1387 году союз принял участие в распре между герцогом Стефаном Баварским и архиепископом зальцбургским. Это привело к столкновению с графом Эберхардом IV Вюртембергским, который, вместе с пфальцграфом Рупрехтом, бургграфом Фридрихом Нюрнбергским и другими, нанёс решительное поражение (24 августа 1388 года) войскам союза в сражении при Дёффингене. В 1389 году король Венцель, считавшийся на основании Гейдельбергского соглашения 26 июля 1384 года главой союза, распустил его и побудил большую часть членов союза принять участие в заключении общего земского мира.
В XV веке в Швабии возникали неоднократно кратковременные союзы между некоторыми городами, но они не имели крупного политического значения и влияния на судьбу государства (страны, края), подобно союзу городов XIV века. Наиболее значительной кампанией этого периода стала война коалиции швабских городов во главе с Ротвайлем против Фридриха XII фон Цоллерна (1422—1423), закончившаяся разрушением замка Гогенцоллерн. Последним проблеском единства Швабского союза стала неудачная Швабская война 1499 года. Окончательный удар ему нанесла Реформация 1534 года, разделившая её членов.